# Demetrios ze Soluně
Demetrios ze Soluně, též svatý Demetrios, Dmitrij, Demeter (řecky Άγιος Δημήτριος της Θεσσαλονίκης; rusky Димитрий Солунский); (kolem 270 n. l. Soluň (?) – asi 26. října 306 Sirmium) byl údajně římský voják, křesťanský mučedník, jeho historická existence je ale nejistá. Je oslavován jako světec východními církvemi, řeckou ortodoxní a pravoslavnými církvemi, i římskokatolickou církví jako člen vojska Kristova. Svátek má 9. dubna, ve východní církvi 26. října.

## Legenda
Podle hagiografických legend (písemná forma jeho legendy pochází z 9. století) byl synem římského prokonzula v Soluni. Díky svým schopnostem dostal vysoký státnický post (prokonzul, místodržitel řecké provincie Achaia). Protože však odmítal pronásledovat křesťany, ba dokonce křesťanství šířil a podporoval, dal ho Maximinian Daius, spoluvladař císaře Diokleciána, v Sirmiu v provincii Ilyria uvěznit a později ve vězení zabít. Zemřel probodnutý kopími nebo snad mečem zřejmě 26. října 306. Spolu s ním byl zabit i mladý křesťan Nestor, jehož Demetrios podporoval v boji proti gladiátorovi Liovi, který byl císařovým oblíbencem.

## Kult
Bazilika Hagios Demetrios v Soluni je centrum Demétriovy úcty a největším chrámem tohoto zasvěcení. Byla postavena ve 4.-5. století; později nalezené relikvie sem byly přeneseny ze Sirmia v době ohrožení Sirmia Avary. Jsou v bazilice uloženy ve stříbrném zlaceném sarkofágu z 18. století. Jelikož produkují voňavou tekutinu, svatý Demetrios bývá označován jako Myrotočivý (církevněslovansky Myrotočec) či Myromvonný. Svatá kaple Bukoleonského paláce v Konstantinopoli (Istanbulu) obsahovala zázračnou ikonu ronící svatý olej, ta ale byla roku 1204 uloupena křižáky. Zasvěcení kostelů Demetriovi je časté v Řecku, Srbsku, Rusku, Bulharsku, Makedonii, koptském Egyptě, Etiopii, Gruzii a v Sýrii.
Největší úctě se Demetrios těšil ve středověku jako voják a příslušník vojska Kristova, ochránce a patron vojáků při křížových výpravách. Svatý Demetrios je také považován za ochránce a patrona města Soluň, v Byzanci byl uctíván také jako obránce vlasti. Bývá zobrazován ve dvojici se svatým Jiřím. 
Byl též jedním z patronů a ochránců cyrilometodějské mise. Svatí Cyril a Metoděj (nebo některý z jejich žáků) napsali na jeho počest kánon (Kánon na počest svatého Dimitra Soluňského). Jeho svátek se v Uhrách slavil 26. října podle byzantského kalendáře, a ne podle latinského kalendáře, což mnozí považují za důkaz, že vychází z cyrilometodějské mise, a to zároveň dokazuje byzantský ráz této mise.

## Ikonografie a vyobrazení
Bývá vyobrazen jako mladý voják římské legie, stojící pěší rytíř v destičkové zbroji s kopím (nebo s mečem) a štítem, bezvousý či s krátce střiženým plnovousem a krátkými, často vlnitými vlasy. U nohou může mít škorpióna. Někdy také jako jezdec na koni, na bulharských ikonách kopím zabíjí bulharského cara Kalojana, případně ve dvojici jezdců jede na červeném koni, zatímco svatý Jiří má bělouše. V pozadí bývá vyobrazena Bílá věž v Soluni (od 16. století). Ve skupině římských vojáků bývá rozlišen jen jmenovkou.

### Památky v Evropě a Středozemí
- Nástěnná malba, konec 13. století Mistra, Řecko
- Ikona, 15. století, Meteora, Řecko
- Relikviář, dóm v Halberstadtu, Německo
- Ikona, klášter svaté Kateřiny, Sinaj, Egypt

### České památky
- Mistr Theodorik: Deska s polopostavou sv. Demetria (?) doprovází sv. Jiří a sv. Mořice, kaple Sv. Ostatků, hrad Karlštejn

## Patrocinium
Je patronem:
- města Soluň, Sremska Mitrovica, Benátky, Sofie
- byzantští císaři
- vojáci, rytíři

Po Demetriovi je pojmenováno město Dmitrijev-Lgovskij v Kurské oblasti v Ruské federaci.